# Hugh Seymour
Lord Hugh Seymour-Conway (od roku 1794 jen Seymour) (29. dubna 1759, Londýn, Anglie – 11. září 1801, Jamajka) byl britský admirál. Od roku 1770 sloužil u Royal Navy, jako námořní vojevůdce se vyznamenal ve válce proti republikánské Francii. V roce 1799 dosáhl hodnosti viceadmirála a v závěru kariéry byl vrchním velitelem na Jamajce (1799–1801), kde krátce poté podlehl žluté zimnici.

## Životopis
Pocházel ze starého šlechtického rodu Seymourů, narodil se jako pátý syn vlivného politika 1. markýze z Hertfordu, po matce Isabelle Fitzroyové byl vnukem 2. vévody z Graftonu. V jedenácti letech vstoupil do námořnictva, sloužil v Karibiku a u břehů Severní Ameriky. Již v sedmnácti letech byl poručíkem (1776), poté bojoval ve válce proti USA a zúčastnil se obléhání Gibraltaru. V roce 1779 dosáhl hodnosti kapitána. Po pařížském míru (1783) žil několik let v civilu, patřil k přátelům prince waleského a spolu se svými bratry patřil k významným osobnostem společenského života v Londýně. U dvora prince waleského byl také komořím a správcem jeho financí (1787–1795). V letech 1784–1786 a od roku 1788 až do smrti byl také poslancem Dolní sněmovny za stranu toryů, na půdě parlamentu ale v 90. letech prakticky nevystupoval, protože během válek s revoluční Francií znovu vstoupil do aktivní služby u námořnictva. V parlamentu zastupoval postupně několik volebních obvodů, naposledy byl v letech 1796–1801 poslancem za přístav Portsmouth.
Do aktivní služby se vrátil v roce 1790, krátce poté ale utrpěl vážné zranění hlavy a tři roky žil v soukromí na svých statcích. K námořnictvu nastoupil znovu v roce 1793 a pod velením admirála Hooda se zúčastnil obléhání Toulonu. Později přešel pod velení admirála Howe, s nímž operoval v Lamanšském průlivu a významným způsobem přispěl k vítězství v bitvě Slavného 1. června (1794). V letech 1794–1795 zastával funkci plukovníka námořnictva a v roce 1795 byl jmenován kontradmirálem. V dalších bojích proti Francii vynikl účastí v bitvě u ostrova Groix (23. června 1795). Poté se vrátil do Anglie a v letech 1795–1798 byl lordem admirality, na moře v této době vyplouval jen výjimečně. V roce 1799 byl povýšen na viceadmirála a vyslán do Karibiku, kde převzal velení na Závětrných ostrovech, nakonec byl jmenován vrchním velitelem na Jamajce (1799–1801). V roce 1801 onemocněl žlutou zimnicí a zemřel 11. září 1801 ve věku 42 let na palubě lodi HMS Tisiphone poblíž břehů Jamajky. K pohřbení bylo jeho tělo převezeno do Anglie.
Lord Hugh Seymour byl svými současníky popisován jako vynikajicí námořní důstojník, přispěl také několika inovacemi u Royal Navy. Podílel se například na nových metodách budování stěžňů a během válek s revoluční Francií prosadil užívání nárameníků, aby byly dosud nevýrazné uniformy důstojníků odlišeny od řadového mužstva.

## Rodina

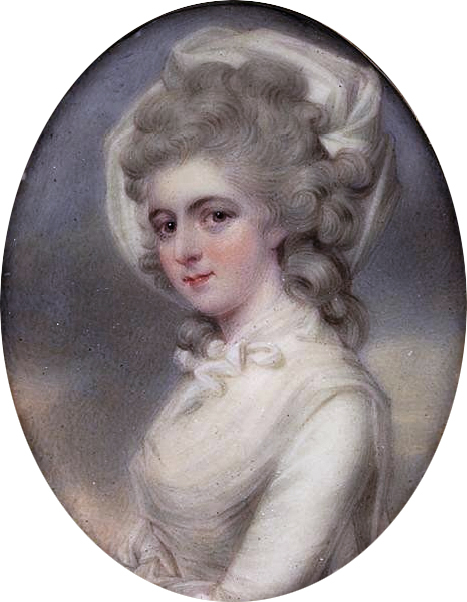
Horatia, rozená Waldegrave (1762–1801), manželka Hugha Seymoura

V roce 1786 se oženil s Horatií Waldegrave (1762–1801), dcerou politika 2. hraběte Waldegrave. Z jejich manželství pocházelo sedm dětí. Ze synů vynikl nejstarší George Francis (1787–1870), který v námořnictvu dosáhl hodnosti velkoadmirála. Další synové Hugh Henry (1790–1821) a Horace Beauchamp (1791–1851) sloužili za napoleonských válekv armádě a byli též poslanci Dolní sněmovny. Z dcer se Horatia (1795–1853) provdala za Johna Philipa Moriera (1776–1853), diplomata období napoleonských válek a později dlouholetého britského vyslance v Drážďanech.
Lord Hugh Seymour pocházel z početné rodiny, nejstarší bratr Francis (1743–1822) byl dlouholetým poslancem Dolní sněmovny, uplatnil se ve státních úřadech a později ve vysokých funkcích u dvora, od roku 1794 byl jako markýz členem Sněmovny lordů. Poslanci dolní komory parlamentu byli také další bratři Henry (1746–1830), Robert (1748–1831), William (1759–1837) a George (1763–1848). Seymourové tak na přelomu 18. a 19. vytvořili rekord v dějinách britského parlamentního systému, kdy šest sourozenců z jedné rodiny zasedalo v Dolní sněmovně.